# Jörgen Gassilewski

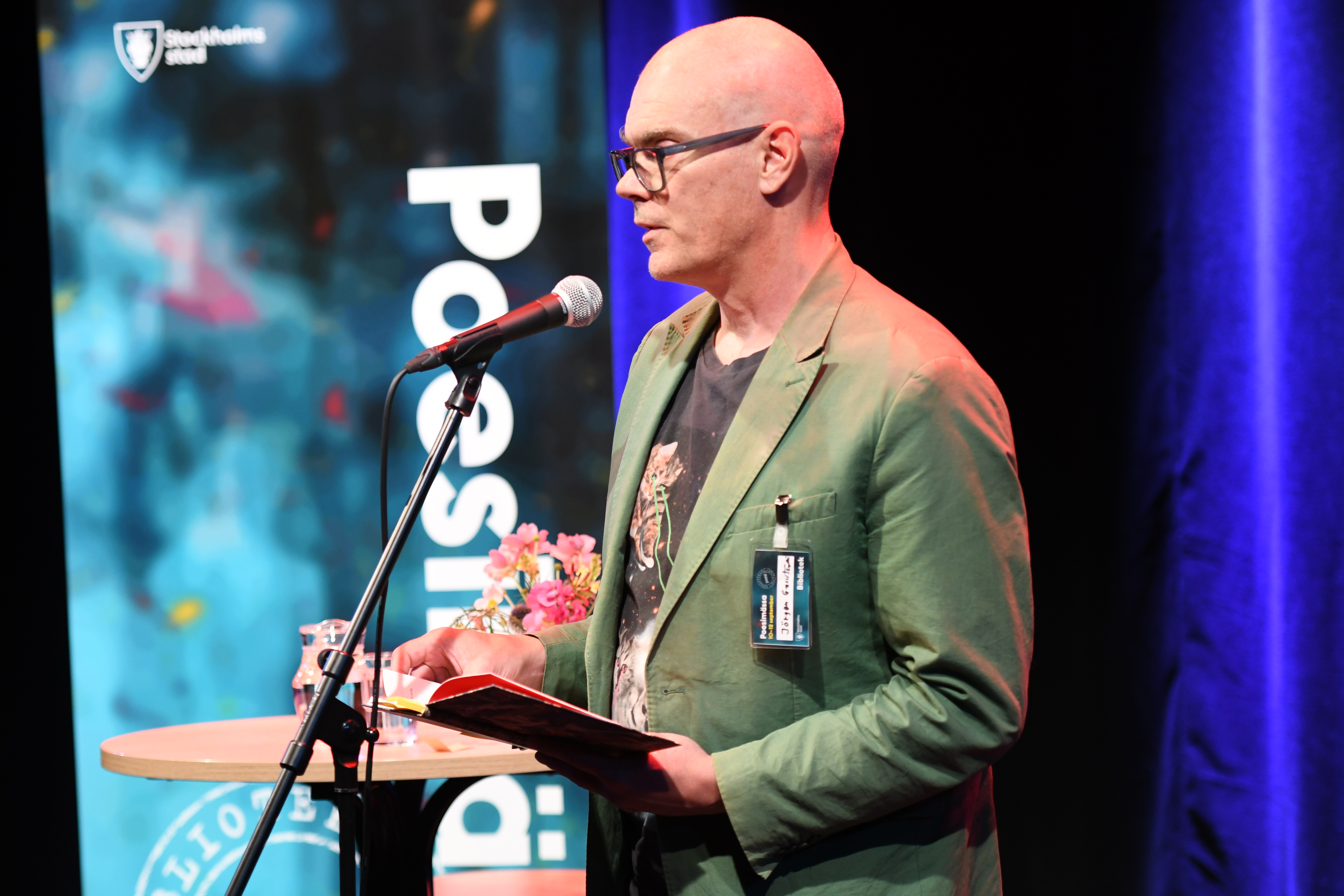
Jörgen Gassilewski på Poesimässan 2021.

Jörgen Gassilewski, född 18 september 1961 i Göteborg, svensk poet och författare. Gassilewski debuterade som romanförfattare 2006 med boken Göteborgshändelserna, som nominerades till Augustpriset.
Han är gift med författaren Anna Hallberg och tillsammans har de två barn. Han har även ytterligare ett barn från en tidigare relation.

### Översättning
- Tabernakel, dikter av Niels Frank (1999)

## Priser och utmärkelser
- 2021 - Erik Lindegren-priset[3]